# 트래블러 (드라마)
트래블러(Traveler)는 2007년 5월 10일부터 7월 18일까지 ABC에서 방영된 텔레비전 드라마이다.